# Шанжи (Лоара)
Шанжи (фр. Changy) насеље је и општина у источној Француској у региону Рона-Алпи, у департману Лоара која припада префектури Роан.
По подацима из 2011. године у општини је живело 606 становника, а густина насељености је износила 44,33 становника/km². Општина се простире на површини од 13,67 km². Налази се на средњој надморској висини од 360 метара (максималној 556 m, а минималној 298 m).

## Демографија
| 1962. | 1968. | 1975. | 1982. | 1990. | 1999. | 2011. |
| ----- | ----- | ----- | ----- | ----- | ----- | ----- |
| 624   | 653   | 616   | 593   | 606   | 582   | 606   |

График промене броја становника у току последњих година